# بيل ستراوس
بيل ستراوس (بالإنجليزية: Bill Strauss)‏ (6 يناير 1916 بترانسفال في جنوب أفريقيا - 1 نوفمبر 1984 ببليموث في جنوب أفريقيا) هو لاعب كريكت ولاعب كرة قدم جنوب أفريقي في مركز الهجوم. لعب مع نادي أبردين ونادي بليموث أرجايل.